# 30 août 1948
Le lundi 30 août 1948 est le 243e jour de l'année 1948.

## Naissances
- Alain Michel, footballeur français
- Arturo Guerrero, joueur et entraîneur mexicain de basket-ball
- Dan Marin, handballeur roumain
- Fred Hampton (mort le 4 décembre 1969), militant politique afro-américain, membre du Black Panther Party
- Guy Pardiès, joueur de rugby
- Jean-Louis Georgelin, général français
- Jenny Arasse, actrice française
- José Pablo García Castany, joueur de football espagnol
- Juan Ramón Silva, footballeur uruguayen
- Jukka Tiensuu, compositeur, pianiste, claveciniste et chef d'orchestre
- Lewis Black, acteur, scénariste et producteur américain
- Michèle Rozenfarb, écrivain et psychanalyste française
- Nancy H. Kleinbaum, journaliste américaine
- Sule Lamido, homme politique nigérien
- Viktor Skoumine, Médecin, professeur, russe
- Yōsui Inoue, chanteur japonais

## Décès
- Alice Salomon (née le 19 avril 1872), réformatrice sociale allemande
- Fernand Maillaud (né le 12 décembre 1862), peintre français
- Jean Laran (né le 14 novembre 1876), bibliothécaire et historien français
- Kristine Bonnevie (née le 8 octobre 1872), biologiste norvégienne

## Événements
- Création de l'entreprise japonaise Tōkai Rika